# 제6회 아시안 사이언스 캠프
제6회 아시안 사이언스 캠프(Sixth Asian Science Camp)는 6번째로 열린 아시안 사이언스 캠프이다. 2012년 8월 26일에 시작되어 8월 31일에 막을 내렸다. 이스라엘 예루살렘에서 열렸으며, 아시안 사이언스 캠프 사상 제일 많은 인원이 참가한 캠프이다. 아시아 22개국에서 약 250명이 참가했다.

## 상세
강연은 이스라엘 예루살렘 히브리 대학교에서 5일간 열렸으며 그외에도 사교파티, 팀별로 포스터 제작하기, 예루살렘 고시가지 여행 등 이벤트가 많았다. 강연은 5명의 노벨상 수상자들과 20명의 과학자들이 하였다. 강연주제는 평화, 뇌과학, 물리학, 유기화학, 결정학, 천문학, 나노학, 양자학, 생물학, 유전학, 수학 등 매우 다양한 주제를 다뤘으며 캠프 참가자는 자유롭게 강연을 선택해 들을 수 있었다. 제6회 아시안 사이언스 캠프의 구호는 "young science for the future"이며 마스코트 캐릭터는 아인슈타인이다.

## 같이 보기
- 2022년 아시안 사이언스 캠프